# Guido I. von Lusignan
Guido I. von Lusignan (* um 1265; † 24. September oder 28. November 1308 in Angoulême) war Herr von Lusignan, Graf von La Marche und Angoulême.
Er war der Sohn von Hugo XII. von Lusignan und Johanna von Fougères. Nach dem Tod seines Vaters 1270 wurde er dessen Nachfolger als Herr von Couhé und Peyrat. Sein älterer Bruder Hugo XIII. von Lusignan erbte die väterliche Herrschaft Lusignan sowie die Grafschaften La Marche und Angoulême. Als Hugo XIII. 1303 kinderlos starb, wurde Guido dessen Nachfolger.
Guido starb im Jahr 1308 unverheiratet und kinderlos. Seine Schwester Jolanda wurde seine Nachfolgerin als Herrin von Lusignan, Couhé und Peyrat und Gräfin von La Marche. Die Grafschaft Angoulême wurde von Guidos Schwestern Johanna und Isabella an den französischen König Philipp IV. verkauft, der sie der Krondomäne hinzufügte.